# Un crime (film, 2006)
Pour les articles homonymes, voir Un crime.
Pour plus de détails, voir Fiche technique et Distribution.
Un crime (A Crime) est un film américain réalisé par Manuel Pradal, sorti en 2006.

## Synopsis
Un soir, en rentrant chez lui, Vincent Harris (Norman Reedus) croise un taxi provenant de sa maison. Lorsqu'il arrive, il est trop tard ; sa femme Ashley a été assassinée. Les maigres souvenirs qu'il garde du ravisseur présumé (une longue éraillure sur la carrosserie du taxi, un blouson rouge, une chevalière) ne suffisent pas à le retrouver.
Trois ans plus tard, Vincent a emménagé à Brooklyn et fait participer à des courses Vicky, le lévrier offert par Ashley le jour de son assassinat. Alice Parker (Emmanuelle Béart), la voisine de palier de Vincent, est éperdument amoureuse de lui et certaine de pouvoir le rendre heureux, mais celui-ci, toujours bouleversé et obsédé par l'envie de retrouver l'assassin de sa femme, ne s'autorise pas le moindre sentiment. C'est alors qu'Alice rencontre un chauffeur de taxi, Roger Culkin (Harvey Keitel). Très vite elle s'intéresse à lui, s'en rapproche et enquête sur lui. Mais quel élément pourrait-elle avoir qui la pousse à soupçonner ce taxi parmi les milliers de la région ? Cherche-t-elle à trouver un coupable ou à en fabriquer un ? Petit à petit, une relation passionnelle se tisse avec Roger et la situation lui échappe...

## Fiche technique
- Titre : Un crime
- Titre original : A Crime
- Réalisation : Manuel Pradal
- Scénario : Tonino Benacquista & Manuel Pradal
- Musique : Valérie Lindon (music supervisor), Theodore Shapiro, Ennio Morricone (entre autres, sous réserve)
- Production : Michèle Pétin & Laurent Pétin pour ARP Sélection
- Pays d'origine :  États-Unis
- Format : couleur
- Genre : policier, thriller
- Durée : 100 minutes
- Dates de sortie :
  - États-Unis : 16 novembre 2010 (DVD premiere)
  - Belgique : 11 octobre 2006
  - France : 11 octobre 2006

## Distribution
- Harvey Keitel (VF : Michel Papineschi) : Roger Culkin
- Emmanuelle Béart (VF : elle-même) : Alice Parker
- Norman Reedus (VF : Philippe Vincent) : Vincent Harris
- Joe Grifasi (VF : Philippe Catoire) : Bill
- Lily Rabe (VF : Agathe Schumacher) : Sophie
- Chuck Cooper (VF : Bruno Henry) : Will
- Patrick Collins (VF : Christian Peythieu) : Ben
- Kim Director : Ashley Harris

## Commentaires
- Une avant-première du film a été organisée en France (le lundi 9 octobre 2006 à 20h30 au cinéma MK2 Quai de Loire à Paris XIXe) au cours de laquelle étaient présents Emmanuelle Béart et Manuel Pradal pour présenter le film au public français.
- Un film sinistre, montrant davantage les bas fonds de New York que ses quartiers luxueux, qui traite des comportements extrêmes dans lesquels peuvent  pousser la passion, la solitude et la vengeance.

## Distinctions
- Ce film fait partie de la sélection présentée au Festival international du film de Toronto de 2006.